# Eurimyia lineata
Eurimyia lineata là một loài ruồi trong họ Ruồi giả ong (Syrphidae). Loài này được Fabricius mô tả khoa học đầu tiên năm 1787. Eurimyia lineata phân bố ở vùng Cổ Bắc giới (Đan Mạch)